# سنت-پیر-ده-لامپس
سنت-پیر-ده-لامپس (به فرانسوی: Saint-Pierre-de-Lamps) یک کمون در فرانسه است که در اندر واقع شده‌است. سنت-پیر-ده-لامپس ۱۰٫۲۸ کیلومتر مربع مساحت و ۴۳ نفر جمعیت دارد و ۱۴۰ متر بالاتر از سطح دریا واقع شده‌است.